# 气象预报士
气象预报士（きしょうよほうし）是日本的国家资格之一，基于气象业务法第三章第二条，由指定单位实施的知识及技能考试。试验合格者被称作气象预报士。
根据1993年的气象业务法的修正，允许气象厅以外的人进行一般向的气象预报业务，为保证预报者的技术水平以及预报信息的可信度，面向有成为气象预报士一向的人实施的考试。第一次试验是在1994年8月28日实施。

## 概要
在日本受气象厅长官允许的预报活动是指：进行预报业务的事务所必须设置一名气象预报士，同时对于现象进行预报的工作也必须由气象预报士来完成。
可以进行气象预报的单位，对于一天中所要进行的预报的时间段，必须设置相应人数的气象预报士，但是气象预报士不一定只受雇在一家单位，可以同时在多家单位任职。